# 남치형
남치형(南治亨, 1975년 3월 13일 ~ )은 대한민국의 前 바둑 기사이다.

## 약력
중학교 2학년이던 1989년 9월, 세계여류아마추어바둑선수권대회 한국대표 선발전에서 당시 여류 국수 등을 물리치고 우승하여 국가대표로 선발되었다. 권갑용 8단 문하에서 바둑을 배웠으며, 1990년에 입단했다.  1990년 ~ 1992녀까지 MBC 제왕전 계시자로 활동했으며, 1994년 제1회 보해컵 본선과 1997년 4기 여류국수전, 1999년 제1회 여류명인전 본선에 진출했다. 서울대학교 영문과를 졸업했고, 2003년부터 명지대학교 바둑학과 교수로 있다. 2020년 10월, 프로바둑 기사직을 은퇴했다.